# قانون روانشناسی کینز
در اقتصاد کلان کینزی، قانون اساسی روان‌شناسی که زیربنای تابع مصرف است، بیان می‌کند که میل نهایی به مصرف (MPC) و میل نهایی به پس‌انداز (MPS) بزرگتر از صفر اما کوچکتر از یک هستند آن هم به‌طوری که MPC+MPS = ۱.
مثلاً هر زمان که درآمد ملی یک دلار افزایش یابد، بخشی از این اضافه درآمد مصرف و بخشی نیز پس‌انداز می‌شود.